# Duna e Lago di Lesina - Foce del Fortore
Duna e Lago di Lesina - Foce del Fortore este o arie protejată (arie specială de conservare — SAC, sit de importanță comunitară — SCI) din Italia întinsă pe o suprafață de 9.823 ha, integral pe uscat.

## Localizare
Centrul sitului Duna e Lago di Lesina - Foce del Fortore este situat la coordonatele 41°53′27″N 15°21′20″E / 41.890833°N 15.355556°E.

## Înființare
Situl Duna e Lago di Lesina - Foce del Fortore a fost declarat sit de importanță comunitară în iunie 1995 pentru a proteja 1 specie de plante și 63 de specii de animale. Situl a fost protejat și ca arie specială de conservare în decembrie 2018.

## Biodiversitate
Situată în ecoregiunea mediteraneană, aria protejată conține 16 habitate naturale: Tufărișuri halofile mediteraneene și termo-atlantice (Sarcocornetea fruticosi), Lagune de coastă, Salicornia și alte specii anuale care populează regiunile mlăștinoase și nisipoase, Păduri mixte riverane de Quercus robur, Ulmus laevis și Ulmus minor, Fraxinus excelsior sau Fraxinus angustifolia, de-a lungul marilor râuri (Ulmenion minoris), Dune mobile de-a lungul țărmului cu Ammophila arenaria („dune albe”), Iazuri temporare mediteraneene, Dune împădurite cu Pinus pinea și/sau Pinus pinaster, Dune de coastă cu Juniperus spp., Vegetație anuală la limita mareei, Galerii de Salix alba și de Populus alba, Dune cu tufărișuri sclerofile Cisto-Lavenduletalia, Păduri de Quercus ilex și Quercus rotundifolia, Dune cu vegetație ierboasă Brachypodietalia cu specii anuale, Pășuni mediteraneene udate de apa mării (Juncetalia maritimi), Dune cu vegetație ierboasă Malcolmietalia, Dune mobile cu vegetație embrionară.
La baza desemnării sitului se află mai multe specii protejate:
- plante (1): Kosteletzkya pentacarpos
- păsări (52): privighetoare-de-baltă (Acrocephalus melanopogon), pescăruș albastru (Alcedo atthis), rață sulițar (Anas acuta), rață pitică (Anas crecca), rață mare (Anas platyrhynchos), gâscă cenușie (Anser anser), egretă mare (Ardea alba), stârc roșu (Ardea purpurea), stârc galben (Ardeola ralloides), rață-cu-cap-castaniu (Aythya ferina), rața moțată (Aythya fuligula), Aythya marila, rață roșie (Aythya nyroca), buhai de baltă (Botaurus stellaris), pasărea ogorului (Burhinus oedicnemus), Calidris canutus, caprimulg (Caprimulgus europaeus), chirichița cu obraz alb (Chlidonias hybrida), chirighiță neagră (Chlidonias niger), barză albă (Ciconia ciconia), barză neagră (Ciconia nigra), erete de stuf (Circus aeruginosus), erete vânăt (Circus cyaneus), erete cenușiu (Circus pygargus), dumbrăveancă (Coracias garrulus), egretă mică (Egretta garzetta), șoim de iarnă (Falco columbarius), șoimul rândunelelor (Falco subbuteo), lișiță (Fulica atra), becațină comună (Gallinago gallinago), găinușă de baltă (Gallinula chloropus), piciorong (Himantopus himantopus), stârc pitic (Ixobrychus minutus), rață fluierătoare (Mareca penelope), rață pestriță (Mareca strepera), cormoran mic (Microcarbo pygmaeus), rață cu ciuf (Netta rufina), culic cu cioc subțire (Numenius tenuirostris), stârc de noapte (Nycticorax nycticorax), vultur pescar (Pandion haliaetus), Phalacrocorax carbo sinensis, lopătar (Platalea leucorodia), țigănuș (Plegadis falcinellus), ploier auriu (Pluvialis apricaria), corcodel mare (Podiceps cristatus), cresteț pestriț (Porzana porzana), ciocântors (Recurvirostra avosetta), Spatula clypeata, rață cârâitoare (Spatula querquedula), chiră mică (Sternula albifrons), chiră de mare (Thalasseus sandvicensis), Zapornia parva
- amfibieni (2): Bombina pachypus, Triturus carnifex
- mamifere (2): vidră de râu (Lutra lutra), liliacul mare cu potcoavă (Rhinolophus ferrumequinum)
- nevertebrate (1): Coenagrion mercuriale
- pești (2): Aphanius fasciatus, Knipowitschia panizzae
- reptile (4): Caretta caretta, șarpele cu patru dungi (Elaphe quatuorlineata), țestoasa de baltă (Emys orbicularis), țestoasă bănățeană (Testudo hermanni)

Pe lângă speciile protejate, pe teritoriul sitului au mai fost identificate 23 de specii de plante, 3 specii de amfibieni, 2 specii de nevertebrate, 8 specii de reptile.